# Glympis finitima
Glympis finitima là một loài bướm đêm trong họ Erebidae.